# Área Metropolitana del Valle de Lerma
El Área Metropolitana del Valle de Lerma (AMS), está conformada por los municipios del Gran Salta, San Lorenzo, Cerrillos, La Merced, La Caldera, Campo Quijano y Rosario de Lerma. Se halla en el centro de la provincia de Salta, ocupando un importante sector del valle de Lerma. La ciudad de Salta es el centro del Área Metropolitana, concentrando el 86,7% de la población total. El llamado “cordón oriental” comprende las localidades que hay en un radio de hasta 50 kilómetros a la redonda del núcleo principal.Según el Programa de Desarrollo de Áreas Metropolitanas del Interior, el AMS cuenta con una población de 760.000 habitantes en el año 2021 aproximadamente.